# Bonnie Anderson
Bonnie M. Anderson (Cuba; 22 de octubre de 1955) es una periodista cubano-estadounidense. Ha trabajado como reportera, corresponsal de guerra y redactora jefa en varios periódicos y canales de televisión. Anderson actualmente reside en las Islas Vírgenes de los Estados Unidos.

## Primeros años
Bonnie Anderson nació en Cuba el 22 de octubre de 1955. Sus padres son Howard y Dorothy Anderson y es la más joven de cuatro hijos. Vivió en Cuba durante sólo cinco años hasta que su familia se mudó a Miami, Florida. Se crio principalmente en Colombia y habla con fluidez español e inglés. Además de su licenciatura en periodismo de la Escuela de Periodismo de Northwestern, ha estudiado en la Universidad de Barcelona en España.

## Carrera
Anderson comenzó su carrera reporando noticias que abarcaban América Latina y la comunidad hispana de Miami para El Nuevo Herald. Después de un año informó para WPLG-TV en Miami, filial de ABC, que entonces trabajaba para la cadena NBC News como uno de los dos corresponsales de la red de América Latina. Más tarde se desempeñó como corresponsal de la red publicada en Beirut y Roma, antes de unirse a The Miami News como columnista. Justo antes de incorporarse a CNN en 1992, Anderson hizo un período de cuatro años en WTVJ en Miami.
Su primer puesto en la CNN fue como corresponsal nacional, donde cubrió noticias de última hora como el atentado de Oklahoma City en 1995, el terremoto de Los Ángeles en 1994, la visita del Papa Juan Pablo II a Denver en 1995, el huracán Andrew en el sur de Florida en 1992 y el enfrentamiento de Branch Davidian en Waco, Texas, en 1993. Ella también produjo numerosos documentales sobre temas de vanguardia como el incesto y la pedofilia sacerdotal. Anderson fue una de las primeras mujeres corresponsales de guerra en la industria y ha informado de más de cien países. Durante su tiempo con NBC y CNN, en 1985 le dispararon y fue herida mientras informaba en Israel. El hecho provocó protestas de las cadenas a las fuerzas israelíes.
Anderson sirvió como presentadora y como corresponsal de guerra internacional antes de subir a la posición de redactora jefa de CNN en Español, canal de 24 horas de noticias en idioma español de CNN. Formó parte del grupo central que desarrolló, lanzó y supervisó la red durante los primeros tres años. Durante sus últimos años con CNN, Anderson actuó como vicepresidente a cargo de la contratación y el desarrollo de talentos para el Grupo de Noticias CNN. En 2002, Anderson se dio por terminado sin contemplaciones de la CNN, por negarse a cumplir con una política de contratación que consideraba «poco ética, inmoral y potencialmente ilegal». Ella presentó una demanda en contra de la CNN en agosto de 2003.
Después de salir de la CNN, Anderson estableció la Anderson Media Agency Inc., que ofrece una amplia gama de servicios relacionados con los medios de comunicación para individuos, corporaciones, funcionarios gubernamentales y periodistas. Allí se especializó en el entrenamiento en el control de voz y la inflexión, el ritmo, control de la respiración, lectura de teleapuntador, las técnicas de fomento de la confianza, la escritura de guiones, el anclaje, el seguimiento de audio y rendimiento de cámara.

## Premios
- Siete premios Emmy
- Fue nombrada como finalista para el Premio Pulitzer para la escritura característica.
- Fue incluida en el Salón de la Escuela Medill de Periodismo de Logro en noviembre de 2000.
- Fue nominada para el premio Maria Cabot Lifetime Achievement Coors - patrocinado por la Universidad de Columbia.

## Antecedentes familiares
Howard F. Anderson se mudó con su esposa y, a la vez, su único hijo a Cuba en 1947, donde dirigió una pequeña cadena de estaciones de servicio de propiedad familiar, fábricas y una distribuidora de Jeep. Después de que Fidel Castro tomó el poder del gobierno cubano en 1959, el sentimiento antiestadounidense comenzó a crecer ya que el clima político se hizo cada vez más volátil. Acusado de contrabando de armas a Cuba, Howard Anderson fue detenido por fuerzas militares cubanas marzo de 1961. El juicio se inició el 17 de abril de 1961 (el día en que la invasión de Bahía de Cochinos fue lanzada). Howard Anderson fue sentenciado a muerte menos de dos horas en el juicio, y fue el primer estadounidense en ser ejecutado por las fuerzas de Fidel Castro. Murió por un pelotón de fusilamiento el 19 de abril de 1961. Le sobreviven su esposa, Dorothy, y sus cuatro hijos, Gary, Marc, Lee y Bonnie.

## Otros trabajos
En 2004, fue autora del libro, News Flash (Periodismo, información y entretenimiento, y la línea de fondo de negocios de News Broadcast). El libro ganó la atención nacional por denunciar las prácticas ilegales de contratación y la cobertura política etnocéntrica en la industria de las noticias de la red. Ella detalla cómo las redes de comunicación, en su búsqueda de la cuota de mercado y aumento de los beneficios, a favor de infotainment de programación sobre el periodismo de fondo. Argumenta que hacer pasar como noticias de información y entretenimiento es perjudicial para el público estadounidense. Ella ofrece el periodismo integral habilita a los estadounidenses a tomar decisiones bien informadas acerca de cómo ejercer sus derechos y responsabilidades como ciudadanos.
Una pescadora ávida, la Sra. Anderson estableció un récord mundial el 4 de abril de 2009, cuando obtuvo un 151 libras Atlantic Blue Marlin con un tippet 16 libras frente a las costas de la República Dominicana.